# Szevér
A Szevér a latin Severus férfinévből ered, annak rövidülése, a jelentése: komoly, szigorú.

## Rokon nevek
- Szeverin:[1] a latin Severinus családnévből ered, ami a Severus (magyarul Szevér) továbbképzése. Női párja: Szeverina.[2]

## Gyakorisága
Az 1990-es években a Szevér és a Szeverin szórványos név, a 2000-es években nem szerepelnek a 100 leggyakoribb férfinév között.

## Névnapok
Szevér
- január 8.[2]
- február 1.[2]

Szeverin:
- január 8.[2]
- október 23.[2]

## Híres Szevérek, Szeverinek
- Seweryn Gancarczyk (*1981) lengyel válogatott labdarúgó